# Новокалманка
Новокалма́нка ― село в Усть-Калманском районе Алтайского края России. Административный центр Новокалманского сельсовета.

## История
По данным Списка населённых мест Сибирского края за 1926 год, село Ново-Калманка образовано в 1825 году на реке Калманка. В селе работал сельсовет, была школа, изба―читальня, общественная лавка. В селе проживали 1822 человека в 342 домохозяйствах, оно относилось к Михайловскому району Бийского округа.

## География
Село находится на реке Калманка.
Климат
Климат в районе села соответствует региональному: резко континентальный, относится к умеренно теплой климатической зоне. Январские средние температуры воздуха составляют минус 17,7 °C, но могут понижаться до −35 °C. В самый жаркий месяц (июль) средняя температура ― плюс 19,8 °C, в середине июля воздух прогревается до +35-38 °C. Период без морозов составляет 120—130 дней в году. Годовое количество солнечных дней 250—260. За год выпадает от 450 мм до 500 мм осадков, преимущественно в летнее время. Господствующие ветры имеют юго-западное направление.
Расстояние до
- районного центра Усть-Калманка 19 км.
- областного центра Барнаул 160 км.

Транспорт
По западной окраине села проходит автодорога Алейск — Чарышское, от села на восток отходит дорога в Петропавловское (на Бийск).
Ближайшая железнодорожная станция находится в Алейске.

## Население
| 1997 | 1998 | 1999 | 2000 | 2001 | 2002 | 2003 |
| ---- | ---- | ---- | ---- | ---- | ---- | ---- |
| 930  | ↘902 | ↗911 | ↘906 | ↘879 | ↘855 | ↗857 |
| 2004 | 2005 | 2006 | 2007 | 2008 | 2009 | 2010 |
| ↘838 | ↘820 | ↘792 | ↘729 | ↘724 | ↘699 | ↘584 |
| 2011 | 2012 | 2013 |      |      |      |      |
| ↘581 | ↘575 | ↘573 |      |      |      |      |

## Инфраструктура
В селе работают предприятия разных направлений и форм собственности: ЗАО «Родник», ООО «Калманское», ППО ЗАО «Совхоз Звёздный», ООО «Прогресс», ООО «Танит» и другие. Есть крестьянско-фермерские хозяйства и индивидуальные предприниматели.
Муниципальные учреждения: «Новокалманский дом ветеранов», МКОУ «Новокалманская сош», детский сад «Ромашка», работает ФАП и почтовое отделение .